# Conseil pour le maintien des occupations

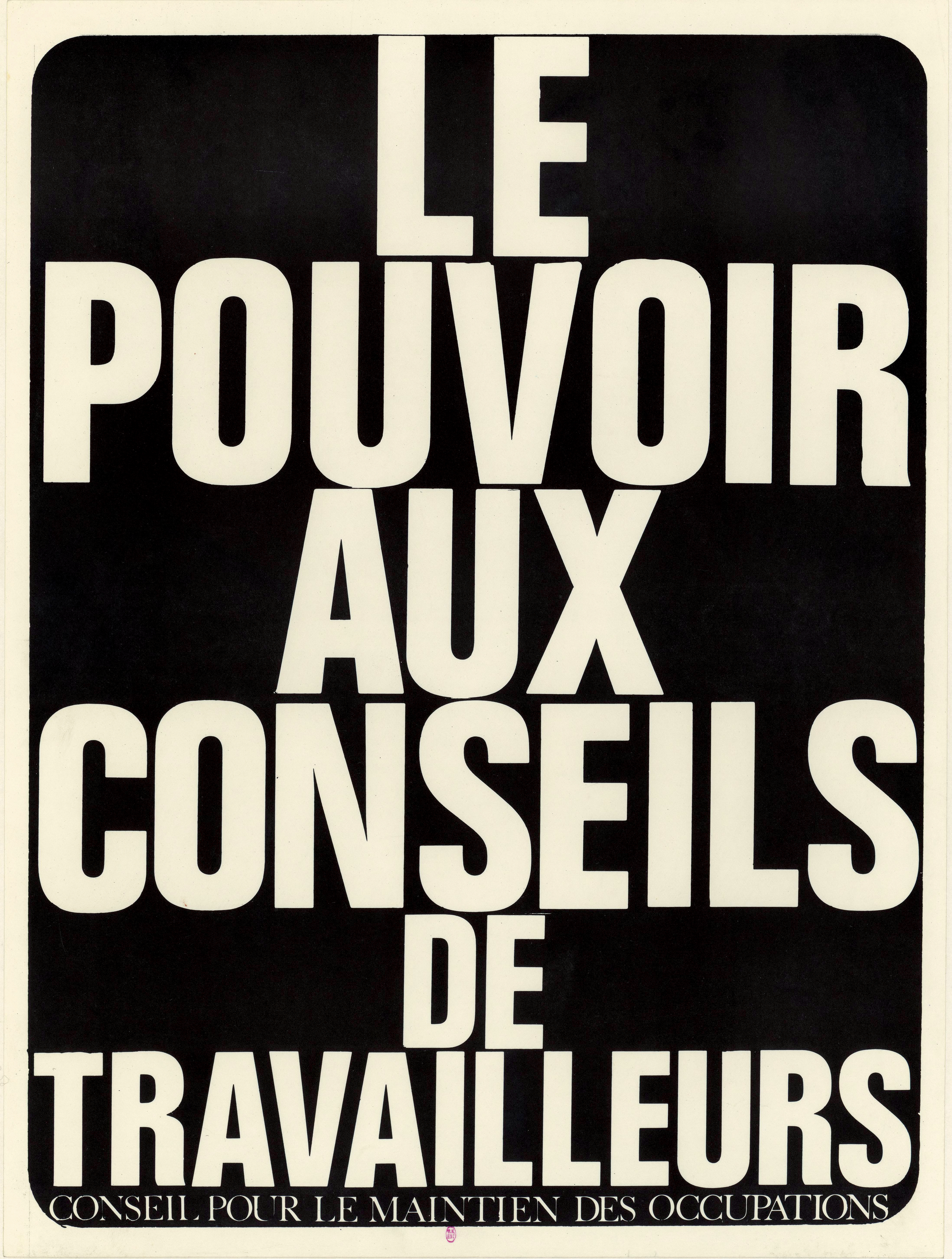
Une affiche du Conseil pour le maintien des occupations

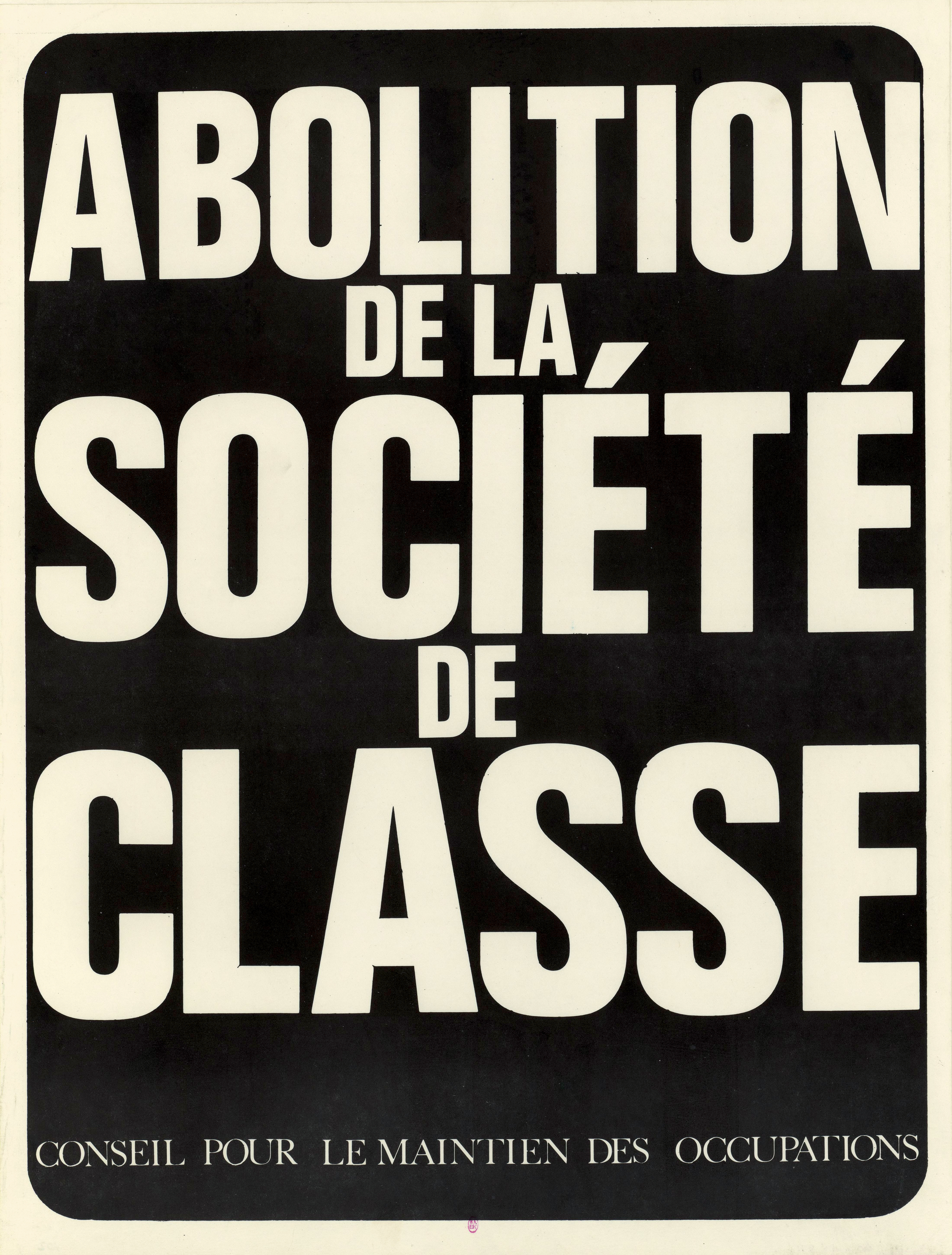
Une affiche du Conseil pour le maintien des occupations

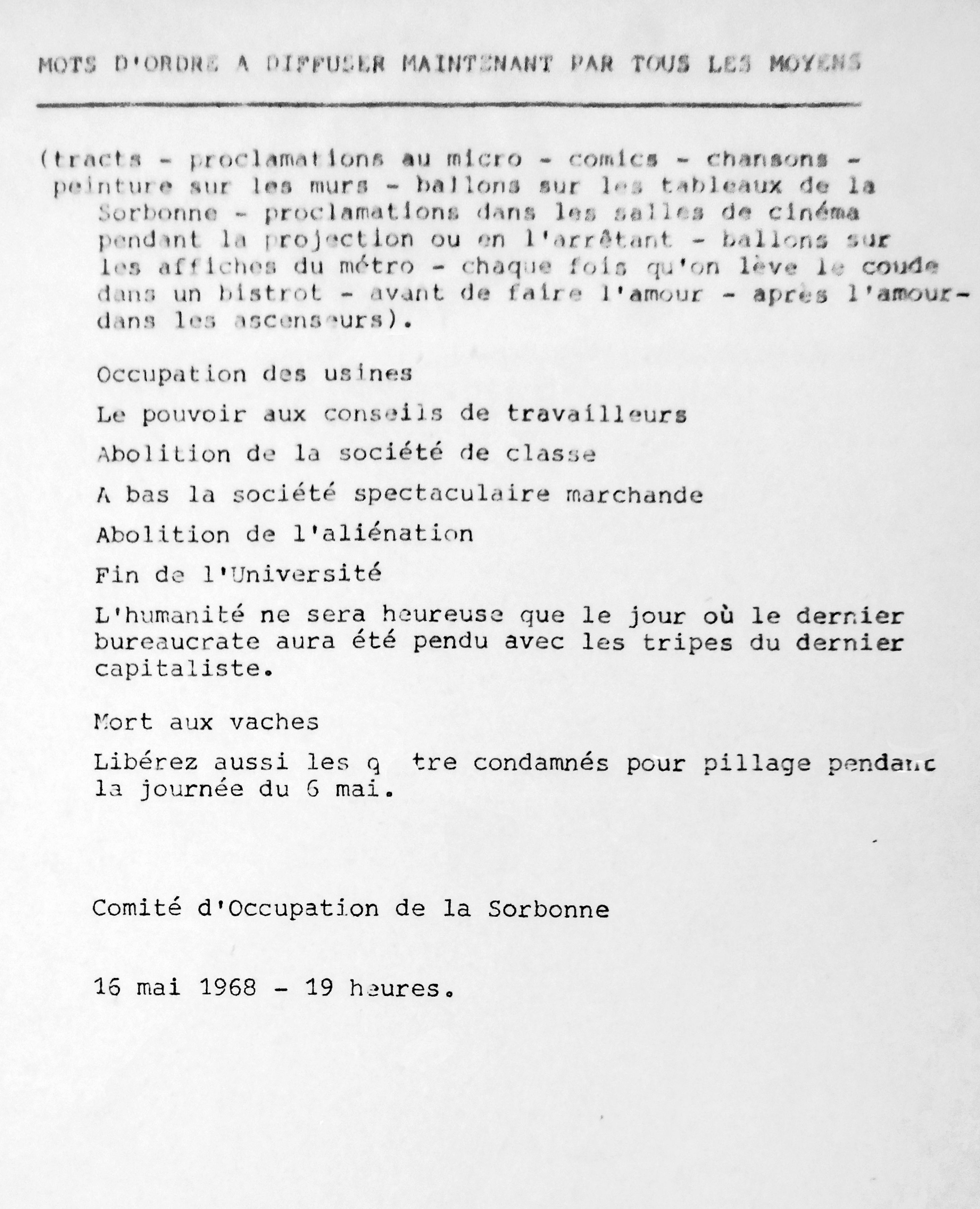
Tract du comité d'occupation de la Sorbonne du 16 mai 1968.

Le Conseil pour le maintien des occupations (CMDO) est un groupe révolutionnaire provisoire créé au soir du 17  Mai 68 à la Sorbonne à l'initiative de membres de l'Internationale situationniste (I.S.),,.

## Historique
Dès l’occupation de la Sorbonne le 13 mai 1968 par les étudiants et lycéens rejoints par de nombreux jeunes travailleurs et révoltés, les situationnistes fusionnent avec l’élite des extrémistes de Nanterre en fondant le Comité Enragés-Internationale situationniste qui va contrôler dès le lendemain le Comité d’Occupation de la Sorbonne. Entre le 16 mai 15 h 30 et le 17 mai, ce Comité rédige de multiples textes, télégrammes, banderoles appelant à l’extension du mouvement d’occupation des usines engagé au même moment dans différents secteurs du pays, et à la vigilance révolutionnaire. Le 17 mai à 19 heures, l’assemblée générale de la Sorbonne occupée s’avérant incapable d’approuver l’action de son Comité d’occupation, les situationnistes annoncent qu’il s’en retirent, préférant regrouper les véritables éléments révolutionnaires dans un Conseil pour le maintien des occupations qui va migrer dans les jours suivants vers l’Institut pédagogique national 29, rue d’Ulm dont il va investir le 19 mai les bâtiments puis s'installer fin mai dans les sous-sols de l’École des arts décoratifs avant de s’auto dissoudre le 15 juin suivant au moment du reflux du mouvement social
Le CMDO soutient la poursuite des grèves sauvages, de la grève générale et des occupations d'usine en France, ainsi que leur contrôle par des conseils ouvriers,. Au sein du mouvement révolutionnaire, il est opposé à la plupart des syndicats qui essaient de contenir la révolte et se compromettent avec le général de Gaulle.
Le conseil instaure une politique de représentation égale entre ses membres. Il est décrit par le situationniste René Viénet comme « essentiellement une assemblée générale ininterrompue, délibérant nuit et jour. Aucune faction ou réunion privée n'exist(e) en dehors du débat commun ».
Par voie de tracts et d'affiches, le Conseil précise son programme. Le 22 mai : « la formation de Conseils de travailleurs, décidant démocratiquement à la base, se fédérant par délégués révocables à tout instant, et devenant le seul pouvoir délibératif et exécutif sur tout le pays »,. Le 30 mai : « La dissolution de tout pouvoir extérieur ; la démocratie directe et totale ; l'unification pratique de la décision et de l'exécution ; le délégué révocable à tout instant par ses mandants ; l'abolition de la hiérarchie et des spécialisations indépendantes ; la gestion et la transformation consciente de toutes les conditions de la vie libérée ; la participation créative permanente des masses ; l'extension et la coordination internationalistes. »
Même si cet épisode du mouvement de mai 68 fût éphémère, son souvenir est demeuré vivace, notamment grâce à la Chanson du CMDO, détournée d’une chanson de Jacques Douai sur un poème de Louis Aragon dont les nouvelles paroles furent écrites par Alice Becker-Ho dans les jours qui ont suivi les barricades érigées autour de la rue Gay-Lussac, en permettant ainsi la reprise dans les combats de rue immédiatement ultérieurs avec aussi d’autres chansons de la même période dues à Guy Debord, Raoul Vaneigem, Jacques Le Glou et même Étienne Roda-Gil, principal parolier du chanteur débutant Julien Clerc, qui feront l’objet d’un disque quelques années plus tard.
Une fois son autodissolution décidée le 15 juin après la dissolution prononcée le 12 juin à l'encontre de dix organisations étudiantes par le ministre de l'Intérieur, les membres du CMDO se dispersent dans la nature. Pour ce qui concerne les situationnistes, ils se replient sur l’appartement de Vaneigem à Bruxelles, où est entreprise l’écriture du futur livre Enragés et situationnistes dans le mouvement des occupations, qui paraitra chez Gallimard à l’automne sous la signature du seul René Viénet et qui sera en grande partie consacré à bâtir la légende de ce bref printemps de la révolution dont le CMDO s’est voulu la représentation exemplaire.

## Composition, organisation
Selon les différents témoins et biographes, tout au long de sa courte existence, le CMDO aura impliqué, de façon plus ou moins permanente, une quarantaine de personnes :
- Tout d'abord, les quelques membres de l'Internationale situationniste présents à Paris : Guy Debord, René Viénet, Mustapha Khayati et Raoul Vaneigem revenu précipitamment d’Espagne où il était parti, de manière «pas très avisée», en vacances avec sa compagne.
- Plusieurs enragés ou « ex » étudiants, de Nanterre ou d’ailleurs, dont René Riesel, Patrick Cheval, Christian Sebastiani (bientôt surnommé « le poète des murailles »),  François de Beaulieu et Gérard Bigorgne qui, à l’exception de ce dernier, rejoindront l’I.S. à l’issue du mouvement de Mai.
- D’anciens membres du Groupe libertaire de Ménilmontant : Pierre Lepetit, Yves Raynaud, Gérard Joannès, Hubert Bérard, Jean-Louis Philippe, Jacques Le Glou, Etienne Roda-Gil[16].
- Des militants d’horizons divers : Jacques Aumètre, Pierre Dolé et Alain Chevalier des Enragés de Montgeron[17] (ce dernier rejoindra aussi l’I.S.), Pierre Barret, professeur, également au lycée de Montgeron, d'arts plastiques et auteur de comics détournés en mai 68 [18],[19], Daniel Joubert, ancien participant du Scandale de Strasbourg, Jean-Louis Rançon[n. 3],  Pierre Sennelier, Pierre Eblé,  Eduardo Rothe, jeune  révolutionnaire arrivant du Venezuela via la Belgique et futur membre de la section italienne de l’I.S. reconstituée,  Alice Becker-Ho, compagne de Guy Debord avant de devenir sa seconde épouse,  Robert Belghanem, «charmant poète et vieille connaissance de Debord ressurgi en mai 68»[20], le Musicien Francis Lemonnier, Valère-Gil, Catherine Paillasse et son amie Françoise Zylberberg, amie d’Alice Becker-Ho et de René Viénet, Michel Mazeron dit l’Occitan[n. 4].
- et quelques uns difficilement identifiables : Axel, l’Imprimeur,  le Hongrois[n. 5].

Raoul Vaneigem mentionne également la présence d'une «Marie la Belge», fille de la romancière Madeleine Bourdouxhe et de Michèle Bernstein, la première épouse de Guy Debord, à l'époque séparée de ce dernier. On signale également celle de Marc'O, un des premiers complices de Guy Debord à l'époque lettriste.
Durant ces quelques semaines d'activité, trois commissions ont été constituées à l’intérieur de l’assemblée générale ininterrompue que représente de fait le CMDO :
- La Commission Imprimerie, chargée de la propagande où ont œuvré essentiellement Yves Raynaud, graphiste et maquettiste de métier, Hubert Bérard, Pierre Lepetit et le dessinateur Gérard Joannès[n. 7] ;
- La Commission des Liaisons, chargée des contacts avec les autres secteurs radicaux et les usines occupées ainsi que  du transport du matériel à diffuser qui  disposait pour ce faire d’une dizaine de voitures ;
- La Commission des Fournitures, veillant à l’approvisionnement en papier, essence, tabac, nourriture, boissons et chargée de la recherche de fonds, “par tous moyens”.

Le service de sécurité était placé sous la responsabilité d’un Enragé de Nanterre.